# Mike Bassett: England Manager
Pour plus de détails, voir Fiche technique et Distribution.
Mike Bassett: England Manager est un film britannique de Steve Barron sorti en 2001. Cette comédie satirique qui égratigne le monde du football et des médias inspira une série (Mike Bassett: Manager) en 2005.

## Synopsis
À la suite du décès du sélectionneur de l'équipe d'Angleterre de football, Mike Bassett hérite du poste.

## Fiche technique
- Titre : Mike Bassett: England Manager
- Réalisation : Steve Barron
- Scénario : Rob Sprackling et Johnny Smith
- Musique : Antony Genn, Duncan Mackay et Mark Neary
- Photographie : Mike Eley
- Montage : Colin Green
- Production : Steve Barron et Neil Peplow
- Société de production : Artists Independent Productions et Hallmark Entertainment
- Pays :  Royaume-Uni
- Genre : Comédie
- Durée : 89 minutes
- Dates de sortie : 
  -  Royaume-Uni : 28 septembre 2001

## Distribution
- Ricky Tomlinson (en) : Mike Bassett
- Amanda Redman : Karine Bassett
- Bradley Walsh : Dave Dodds
- Philip Jackson : Lonnie Urquart
- Phill Jupitus : Tommo Thompson
- Dean Lennox Kelly : Kevin Tonkinson
- Martin Bashir : Journaliste
- Robbie Gee : Smallsy
- Geoff Bell : Gary Wackett
- Pelé : lui-même
- Ronaldo : lui-même
- Kevin Piper : Norwich newsreader
- Robert Putt : Jack Marshall
- Malcolm Terris : Phil Cope
- Philip Dunbar : Sussex rep
- Ulrich Thomsen : Docteur Hans Shoegaarten
- Lloyd McGuire : Midlands rep